# Nicolai Ahlmann

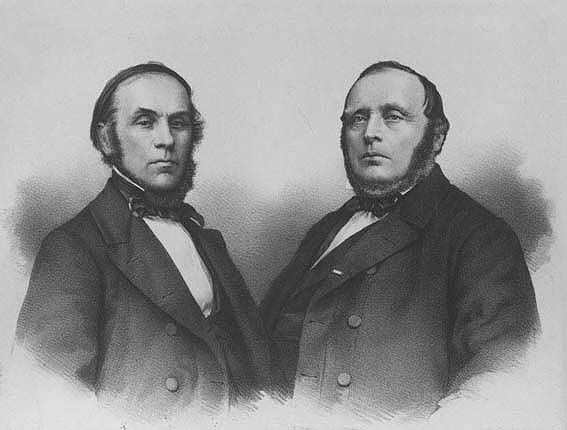
Nicolai Ahlmann och Hans Andersen Krüger

Nicolai Ahlmann, född 17 november 1809 i Sønderborg, Danmark, död 12 februari 1890, var en sønderjylländsk patriot.

## Biografi
Ahlmann var godsarrendator på Lolland 1839–1847, på Fogdarp i Skåne 1847–1856, och godsägare på Als 1857–1875, därefter bosatt i Köpenhamn. Ahlmann var ordförande i den 47-mannadeputation, som efter vapenstilleståndet i Nikolsburg 1866 till kung Vilhelm I framförde ett tack för löftet om folkomröstning i Sønderjylland. Han var medlem av den så kallade grundlagsriksdagen (Nordtyska förbundet) i Berlin 1867. Där hävdade han, tillsammans med Hans Krüger, Sønderjyllands danska nationalitet och rätt att enligt Pragfreden efter folkomröstning återvända till Danmark. Han valdes 1867–75 till medlem av den preussiska lantdagen men blev ej godkänd som sådan, eftersom han vägrade avlägga hyllningseden till kungen. Efter 1875 deltog Ahlmann inte längre aktivt i politiken.